# مارتي ستيرن
مارتي ستيرن (بالإنجليزية: Marty Stern)‏ هو منافس ألعاب قوى أمريكي، ولد في 11 ديسمبر 1936.